# Microplitis sordipes
Microplitis sordipes är en stekelart som först beskrevs av Christian Gottfried Daniel Nees von Esenbeck 1834.  Microplitis sordipes ingår i släktet Microplitis och familjen bracksteklar. Arten är reproducerande i Sverige. Inga underarter finns listade i Catalogue of Life.